# Witalij Staruchin

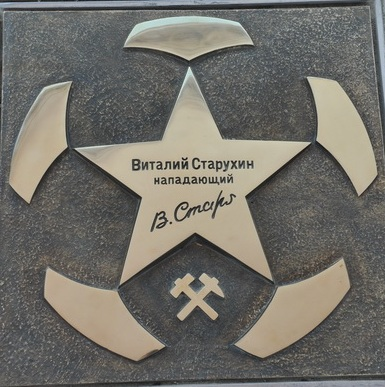
Stern für Witalij Staruchin auf dem Walk of fame von Schachtar Donezk

Witalij Staruchin (ukrainisch Віталій Володимирович Старухін ‚Witalij Wolodymyrowytsch Staruchin‘, russisch Виталий Владимирович Старухин ‚Witali Wladimirowitsch Staruchin‘; * 6. Juni 1949 in Minsk, Belorussische SSR; † 9. August 2000 in Donezk, Ukraine) war ein sowjetischer Fußballspieler.
Staruchin begann seine Laufbahn als Fußballer mit 11 Jahren in einer Schülermannschaft in Minsk. Nach seinem Wehrdienst spielte er zunächst für das Team von Poltawa in der sowjetischen zweiten Liga.
Im Jahr 1972 wechselte der torgefährliche Mittelstürmer zu Schachtar Donezk. Mit Donezk wurde er 1975 und 1979 sowjetischer Vizemeister und im Jahr 1980 sowjetischer Pokalsieger. 1979 wurde Staruchin mit 26 Treffern Torschützenkönig der sowjetischen Liga. Im selben Jahr wurde er zum sowjetischen Fußballer des Jahres gewählt.
Sein einziges Länderspiel für die Sowjetische Nationalmannschaft absolvierte Staruchin am 7. Mai 1980 in Rostock gegen die  Nationalmannschaft der DDR.
Im Jahr 1981 beendete Staruchin seine Karriere als aktiver Spieler. In 217 Ligaspielen für Schachtar hatte er 84 Tore erzielt. Nach seinem Rücktritt war er Jugendtrainer in der Fußball-Schule von Schachtar Donezk. Im Jahr 2000 starb Staruchin an den Folgen einer Pneumonie.